# باول أشورث
باول أشورث (بالإنجليزية: Paul Ashworth)‏ هو لاعب كرة قدم ومدرب كرة قدم نيجيري، ولد في 29 سبتمبر 1969 في Buxton, Norfolk ‏ في المملكة المتحدة. لعب مع نادي فنتسبيلس.

## وصلات خارجية
- باول أشورث على موقع Soccerway.com (الإنجليزية)
- باول أشورث على موقع عالم كرة القدم.نت (الإنجليزية)